# 平朔
平朔（へいさく）とは、古代中国の太陰太陽暦における月の始めの日（1日・朔日・ついたち）を決めるための計算方法の一つ。恒朔ともいう。月の満ち欠けの周期の長さ（朔望月）の計算をもとに、できるだけ朔を含む日を1日となるように大の月（30日）・小の月（29日）を配当していった。
平朔では、日月の運行の遅速は考慮に入れられていない。このため、真の朔を含む日が晦日（月の最後の日、29日か30日）や2日になることもある。この場合、日食が晦日や2日に起こることになるため、後の暦には定朔が導入された。